# Pterydologia

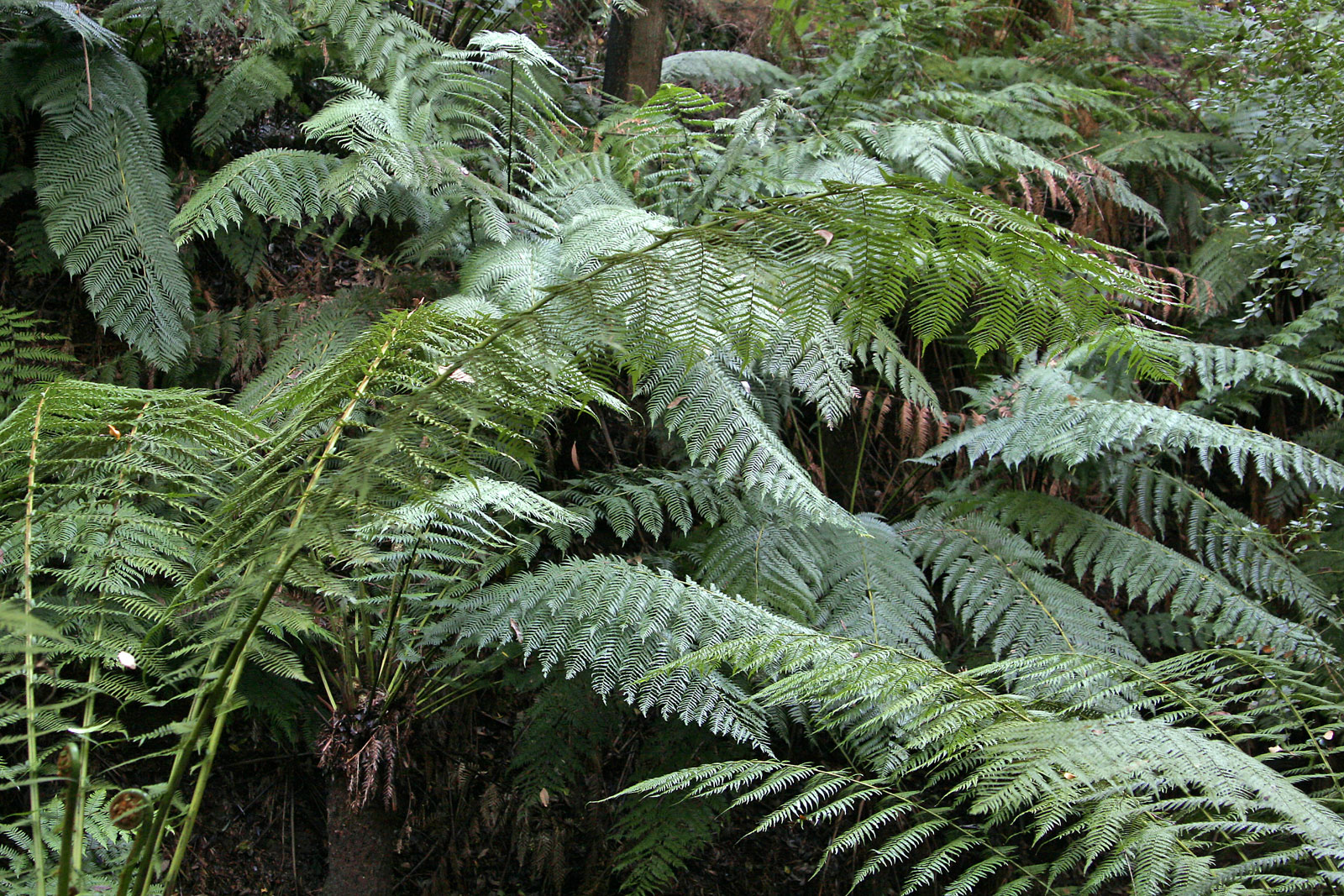

Pterydologia – gałąź botaniki zajmująca się badaniami nad paprotnikami. Ponieważ dawniej włączano do tej grupy nie tylko paprocie, skrzypy i psylotowe, ale też i widłaki – tak szeroki jest też przedmiot badań współczesnej pterydologii. Przyczyną wyodrębniania tego działu botaniki jest odrębność ewolucyjna paprotników skutkująca swoistą biologią i ekologią tych roślin. Badania pterydologiczne obejmują systematykę tej grupy roślin, morfologię i anatomię, biologię rozmnażania, fitochemię, ochronę bioróżnorodności i aspekty etnobotaniczne. Badania koncentrują się głównie w obszarach, gdzie zróżnicowanie flory paprotników jest znaczne, tj. w strefie międzyzwrotnikowej. 
W Stanach Zjednoczonych działa od 1893 r. międzynarodowe towarzystwo naukowe zajmujące się pterydologią – American Fern Society, wydające od 1910 r. kwartalnik naukowy pt. American Fern Journal.